# Chaulinec
Chaulinec es una isla de Chile, ubicada en la comuna de Quinchao, en el archipiélago de Chiloé.

## Geografía
La isla tiene 27,3 km² de superficie. con unos 11 km de extensión de este a oeste y unos 3 km de norte a sur y es la más meridional de las 11 islas de la comuna de Quinchao, pues está al sur de Alao y Apiao, al borde del golfo Corcovado.
Está dividida en los sectores de Capilla Antigua, La Villa, Huelmo, Llahuach y Quentol.

## Población
En la Noticia breve y moderna del Archipiélago de Chiloé, atribuida al misionero jesuita Segismundo Guell, se menciona que en la década de 1760 los habitantes de la isla eran indígenas chonos llegados desde la isla Guar y que, aunque tenían residencia en Chaulinec, seguían practicando en parte la vida nómade, al dedicarse a la caza de lobos marinos para comer su carne y comerciar carne y cueros, y que conservaban el idioma chono, pero se comunicaban en mapudungun con el resto de los chilotes. Para la década de 1860 contaba con 390 habitantes y abundantes bosques. y según el censo de 2002, la población era enteramente rural y alcanzaba las 653 personas repartidas en 175 viviendas.